# Coppola (chapeau)
Pour les articles homonymes, voir Coppola.
La coppola (prononcé : [ˈkɔppola]) est un type traditionnel de bonnet plat généralement porté en Sicile, en Calabre, en Sardaigne (où il est connu sous le nom de bonette en sarde, probablement du bonnet français) et en Corse. Utilisée pour la première fois par les nobles anglais à la fin du XVIIIe siècle, la coppola a commencé à être utilisée en Sicile et en Calabre au début du XXe siècle comme casquette de conduite, généralement portée au volant d'une voiture. La coppola est généralement fabriquée en tweed.